# Kreisschneider

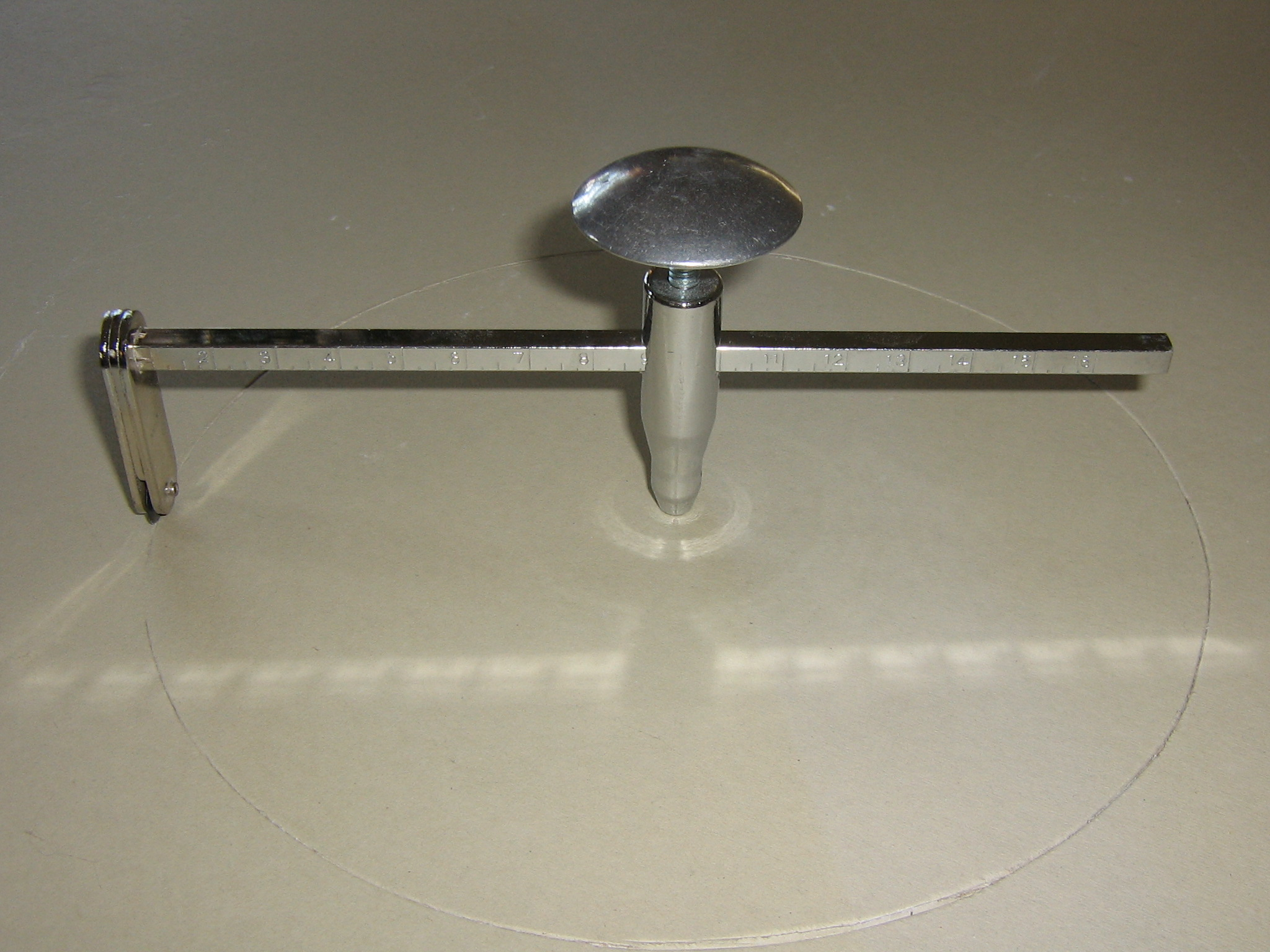
Kreisschneider für den Trockenbau

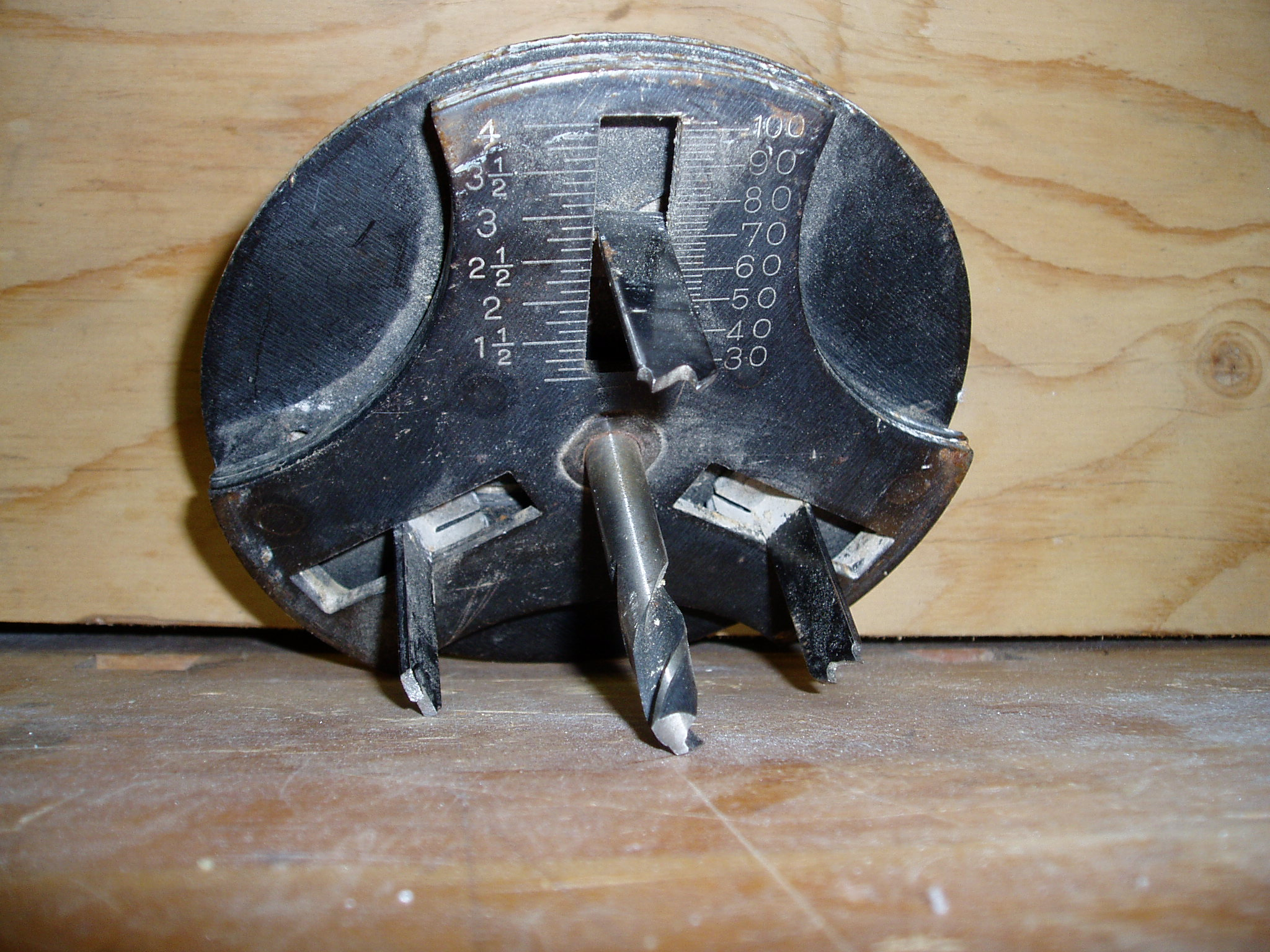
Kreisschneider bestehend aus Messern an einer Messerscheibe, mit Zentrierbohrer

Ein Kreisschneider (engl. circle cutter) und Zirkelschneider dienen zum Ausschneiden einer Kreisscheiben zum Herstellen eines Lochs in verschiedenen Materialien.
Kreisschneider können mit verstellbaren Schneiden ausgestattet sein, die es erlauben, verschiedene Durchmesser auszuschneiden. Je nach Gestaltung der Schneiden können auch faserige Materialien wie Holz ausrissfrei bearbeitet werden.
Lochschneider kann als Oberbegriff angesehen werden, der nicht nur Werkzeuge zum Schneiden von runden Löchern umfasst. Speziell werden auch manuelle Stanzwerkzeuge zum Herstellen von Ausschnitten in dünnen Materialien als Lochschneider bezeichnet.
Es gibt verschiedene Bauarten und unterschiedliche Bezeichnungen, die teilweise bestimmten Bauarten, Funktionsweisen und Einsatzzwecken zugeordnet werden können. Es bestehen aber viele Überschneidungen. 
Im Gegensatz zu gewöhnlichen Bohrern trennen Loch- und Kreisschneider nur den Umfang des Lochs aus dem Material. Dies trifft ebenso auf Lochsägen zum Bearbeiten von Holz und ähnlichen Materialien sowie auf Hohlbohrer (Kernlochbohrer) zu, mit denen Metalle und mineralische Baustoffe bearbeitet werden.
Im Handel sind je nach Beschaffenheit der Schneiden (Messer) sogenannte HSS-Kreisschneider oder HM-Kreisschneider erhältlich: die HSS-Schneiden aus High Speed Steel (Schnellschnittstahl) werden für Kunststoffe, Holz und Metalle verwendet, während sich die Schneiden aus Hartmetall für mineralische Baustoffe wie Fliesen, Ziegel und Putz eignen. Die Länge der Schneidwerkzeuge ist unterschiedlich. Sie bestimmt die maximale Bohrtiefe.

## Manuelle Kreisschneider
Löcher im Trockenbauplatten können mit manuell angetriebenen Kreisschneidern hergestellt werden. Auch Rundglasschneider (Glaskreisschneider) mit Saugnapf und Diamant-Schneide oder Hartmetallrädchen werden manuell bedient. Sie können wie eine gewöhnlicher Zirkel aufgebaut sein.

## Maschinelle Kreisschneider
Verschiedene Arten von Kreisschneidern werden in Akkuschrauber, Handbohrmaschinen oder Ständerbohrmaschinen eingespannt:
- Kreisschneider mit zwei Messerhaltern, die entlang eines Querbalkens verschoben werden können. Bei manchen Kreisschneidern dieses Typs können  die Messerhalter mit einer Spindel zentrisch verstellt werden.[3]
- Die Schneiden anderer Kreisschneider sind an einer Scheibe befestigt und bestehen aus je einer Vor- und einer Hauptschneide, die etwas zurückgesetzt ist. Die keilförmige Vorschneide schneidet den Rand der Bohrung, während die Hauptschneide das Material ausräumt. Ein Zentrierbohrer in der Mitte der Scheibe führt den Kreisschneider. Modelle für stationäre Bohrmaschinen kommen auch ohne Zentrierbohrer aus. Mittels Distanzscheiben wird der gewünschte Lochdurchmesser an der Messerscheibe eingestellt. Einige Ausführungen können an eine Span- und Staubabsaugung angeschlossen werden. eine Haube aus transparentem Kunststoff bietet Schutz gegen Staub beim Arbeiten im Decken-, Wand- und Bodenbereich.[3][4]